# Jean Paul Getty

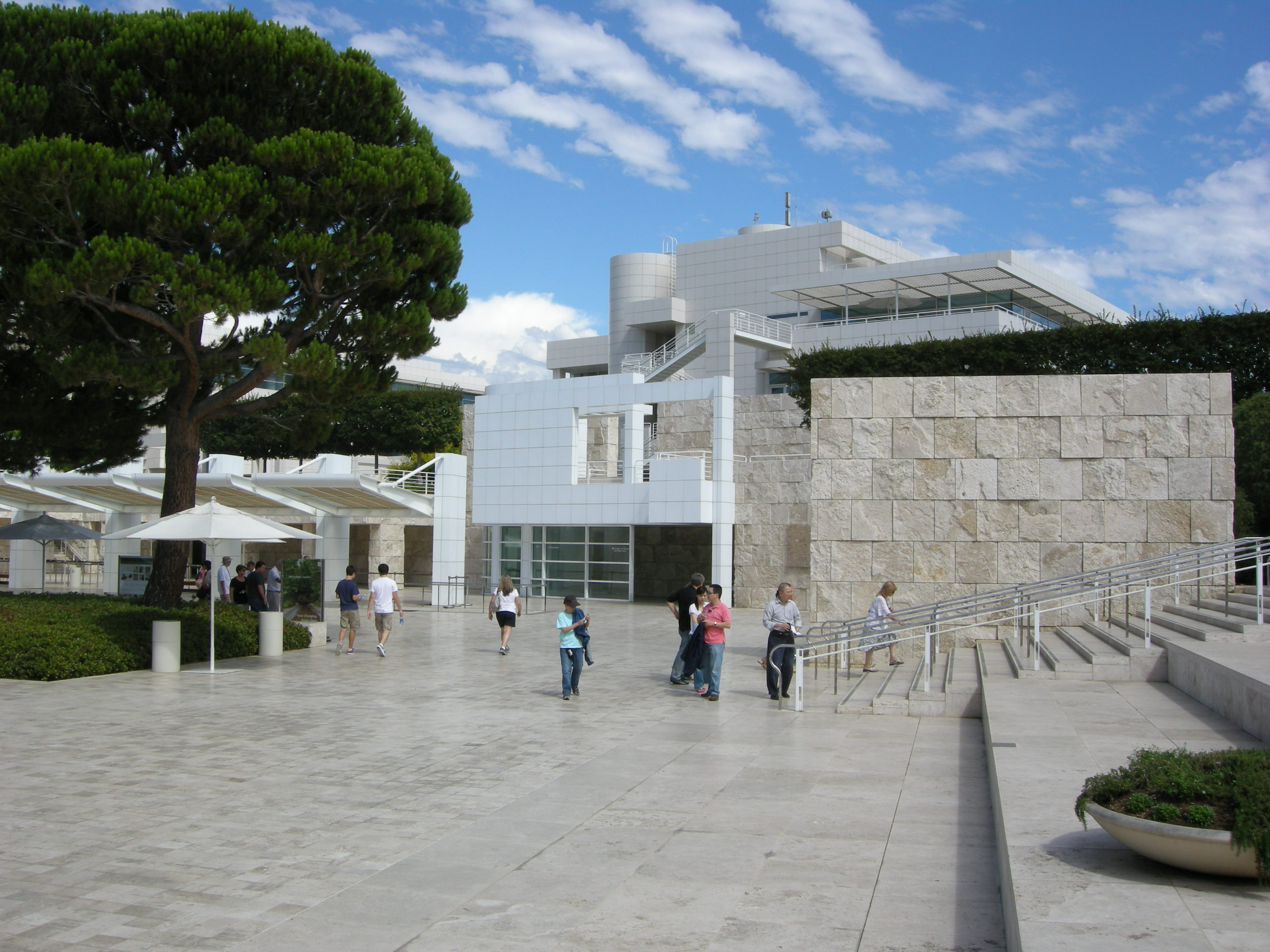
Getty Center

Jean Paul Getty (Minneapolis, USA, 1892. december 15. – 1976. június 6.) amerikai olajmágnás, üzletember, milliárdos.
Minneapolis-ban született, Sarah Catherine McPherson (Risher) és George Getty gyermekeként. Pault metodista hitben nevelték. Apja a keresztény tudomány híve volt, és szülei mindketten szigorú antialkoholisták voltak. 1903-ban, amikor Paul 10 éves volt, George Getty  Bartlesville-be utazott, Oklahomába és megvásárolta a jogokat 1100 hektár területen. Néhány év múlva a Getty Oil Company kutakat hozott létre azon a földön, amelyek havonta 100 000 hordó kőolajat gyártottak.
Halálakor a világ leggazdagabb emberének tartották. Szenvedélyes műgyűjtő volt, reneszánsz és barokk festmény- és bútorgyűjteményét az 1953-ban alapított J. Paul Getty Múzeumban tette nyilvánossá.

## Élete
1914-ben végzett az Oxfordi Egyetem közgazdasági és politikai szakán. Apja, George F. Getty oklahomai olajmilliomos segítségével kezdett ő is kőolaj-kitermeléssel foglalkozni, Tulsa környékén vett és adott el olajkitermelési koncessziókat. 1916 közepére vagyona elérte az 1 millió dollárt. 1917-ben úgy döntött, hogy felhagy az üzlettel és a Los-Angeles-i playboyok életét éli, ezzel elvesztette apja bizalmát. Két év kicsapongó élet után 1919-ben tért vissza az üzleti életbe. Az 1920-as években háromszor nősült és vált el, pénze 3 millióra nőtt ebben az időben, és apja halálakor, 1930-ban 500 000-et örökölt annak 10 milliós vagyonából. A nagy gazdasági világválság idején jelentős részesedést szerzett a Pacific Standard Oilban, és a világháború után a Tidewater Oil és a Sketer Oil vállalatokkal együtt beolvasztotta a Getty Oilba.
1949-ben 60 éves olajkutatási koncessziót szerzett Szaúd-Arábia és Kuvait területére Abdul Aziz Ibn Szaúd királytól 9,5 millió dollárért és évi 1 milliós részesedésért. A világ legnagyobb olajmezőjén 1953-tól Getty cége 2,5 millió köbméter kőolajat termelt ki évente. A Getty Oil mellett további 200 vállalkozásban szerzett ellenőrző részesedést, vagyona rohamosan gyarapodott. 1957-ben a Fortune magazin szerint ő volt a leggazdagabb élő amerikai, 1966-ban a Guinness Rekordok Könyve a világ leggazdagabb emberének nyilvánította 1,2 milliárd dolláros vagyonnal. 1976-ban bekövetkezett halálakor 2 milliárdnál többre becsülték vagyonát.
Magánéletében  különc szokásairól volt ismert, ötször nősült és vált el, négy feleségétől öt fia született. Csodálta Angliát, ezért az 1950-es években elhagyta az Egyesült Államokat, és az angliai Sutton Palace melletti Guilfordban, egy 16. századi Tudor-birtokon telepedett le. Hatalmas vagyona ellenére nevezetes volt zsugoriságáról, angliai házában csak pénzérmével működő telefonokat szereltetett fel, hogy az alkalmazottak és a vendégek ne a ház számlájára telefonáljanak.

## Unokája elrablása
1973. június 10-én Rómában elrabolták Getty unokáját, a 16 éves John Paul Getty III-at, és 17 milliós váltságdíjat követeltek érte. Az volt a család gyanúja, ez csak egy trükkje a lázadó tinédzsernek, hogy pénzhez jusson, ezért elutasították a követelést. Az olasz posta sztrájkja miatt csak novemberben érkezett egy boríték egy napilaphoz egy hajtinccsel és egy emberi füllel egy 3,2 milliós váltságdíjról. Amikor 3 millióra csökkentették az összeget a rablók, Getty 2,2 milliót adott fiának és 800 ezret 4%-os kamattal, hogy kiváltsa gyermekét. A váltságdíj kifizetése után pár nappal később kiszabadult a fiú, és felhívta telefonon nagyapját, hogy megköszönje neki a közreműködést de az nem állt szóba vele. Később kilenc embert tartoztattak le, de csak kettőt ítéltek el a rablók közül.
Ezt meg is filmesítették Ridley Scott rendezésében, Magyarországon 2018 februárjában mutatták be a mozik nagy sikerrel.
A történetet Déry Tibor is megírta 'A félfülű' című kisregényében.
Paul III-at megviselte a rabság, drogfüggő lett, a drog és az alkohol miatt 1981-ben agyvérzést kapott, félig vakon és bénán élt 2011-ig.

## Műgyűjteménye
Getty lelkes műgyűjtőként reneszánsz és barokk festményeket, szobrokat, grafikákat és francia bútorokat gyűjtött. 1953-ban létrehozta a J. Paul Getty Múzeumot és kutatóközpontot malibui házában. A múzeum 1974-re kinőtte a házat, és a Getty-villa néven ismert új épületbe költöztették az antik gyűjteményt és kutatóközpontot.
1976-ban, Getty halálakor 661 millió dollárt hagyott a múzeumra, amely ezzel a világ leggazdagabb gyűjteménye lett. 1997-ben adták át a Richard Meier által tervezett hat épületből álló Los Angeles-i Getty Centert, a gyűjtemény jelenlegi helyét.